# Musée d'Art Adachi
Le musée d'Art Adachi (足立美術館, Adachi bijutsukan) est un musée d'art moderne entouré d'un jardin japonais considéré comme étant l'un des plus beaux du Japon. Il se trouve dans la municipalité de Yasugi, dans la préfecture de Shimane, près de la jōkamachi (ville-château) de Matsue, le chef-lieu de la préfecture.

## Histoire
Ouvert en 1970, le somptueux musée-jardin de 16 500 m2 fut construit par le collectionneur et homme d’affaires Adachi Zenko (1899-1990). Son fils, Adachi Takanori en devint le directeur en 1987. Depuis février 2009, Adachi Takanori est aussi l’un des ambassadeurs de la campagne « Yokoso! Japan » (« Bienvenue au Japon ! »).

## Le jardin
Les vastes et somptueux jardins entourant le musée sont pensés comme des tableaux vivants s'offrant aux yeux des visiteurs à travers les nombreuses vitres, qui jouent ainsi le rôle de cadre à des paysages en permanente évolution.

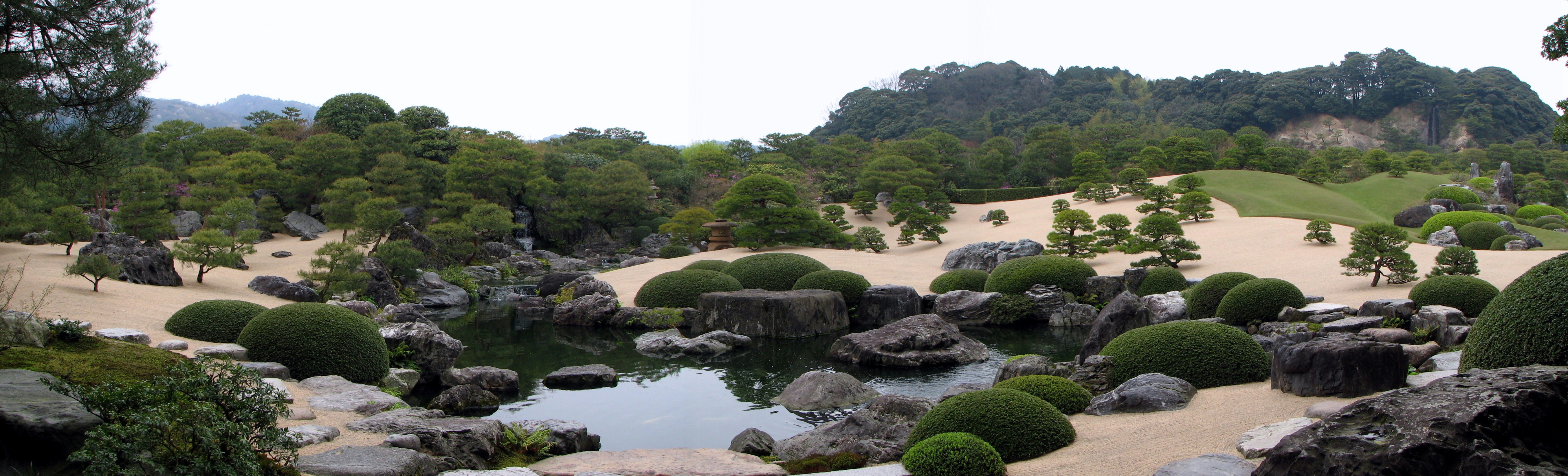
Aperçu du jardin du musée d'Art Adachi.

Dans son ensemble, le jardin utilise la technique du shakkei (借景, littéralement « paysage emprunté ») : la composition du jardin est intégrée à un paysage plus lointain, montagneux, et donner l'impression de ne regarder qu'un seul élément.
Il est composé de quatre espaces : le jardin paysager sec, le jardin de gravier blanc et de pins, le jardin des mousses et le jardin d'étang.

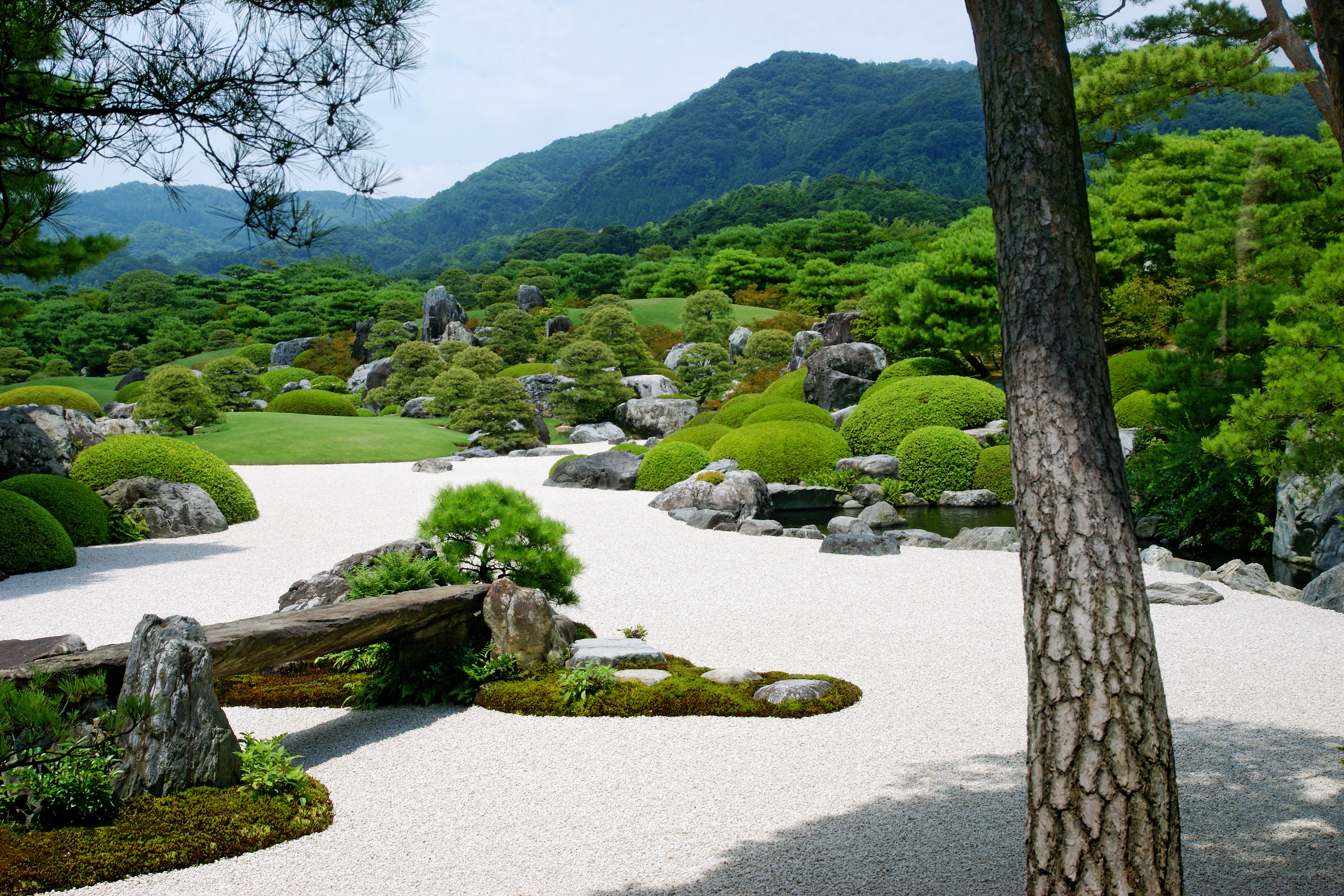
Le jardin sec paysager.
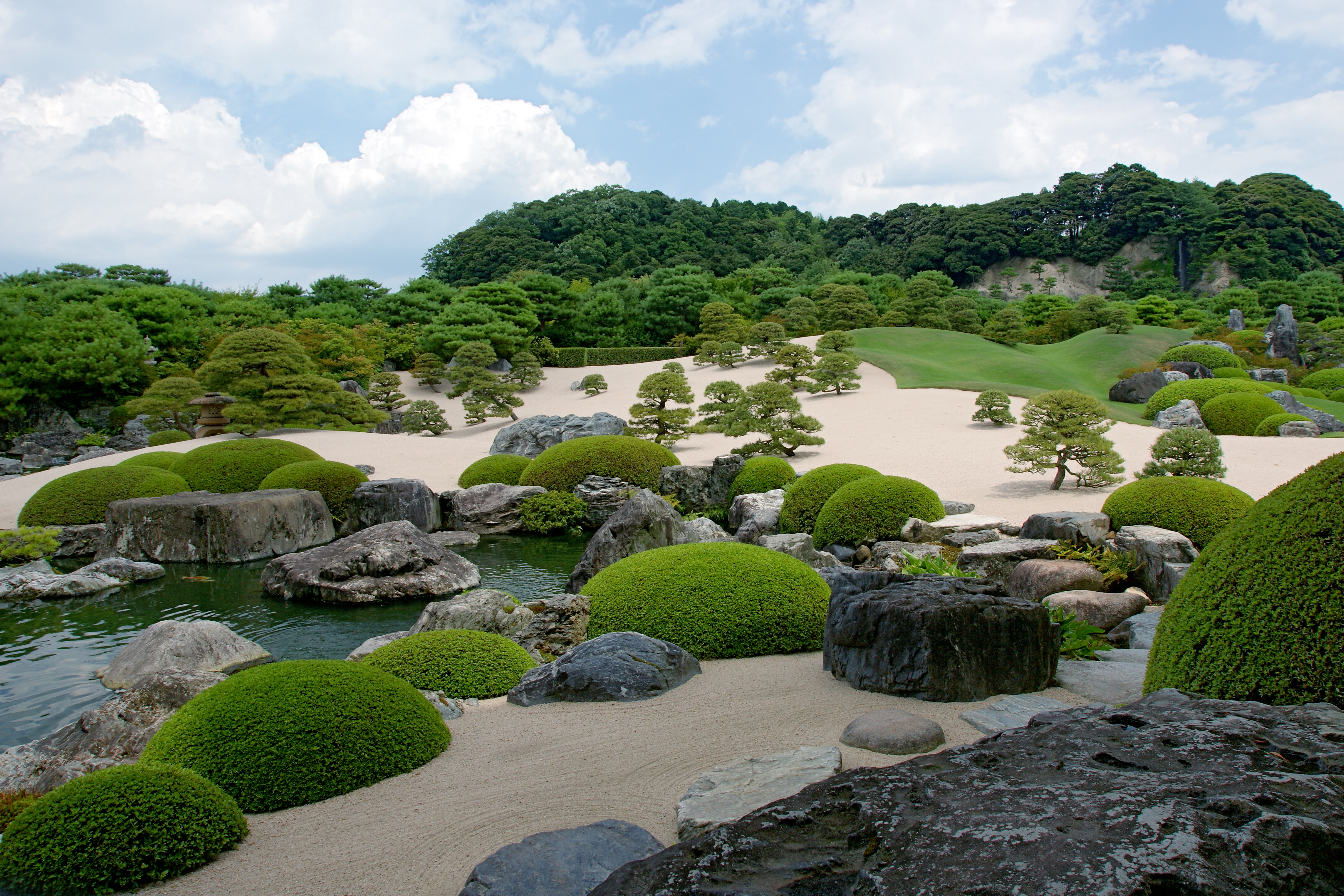
Le jardin de gravier blanc et de pins.
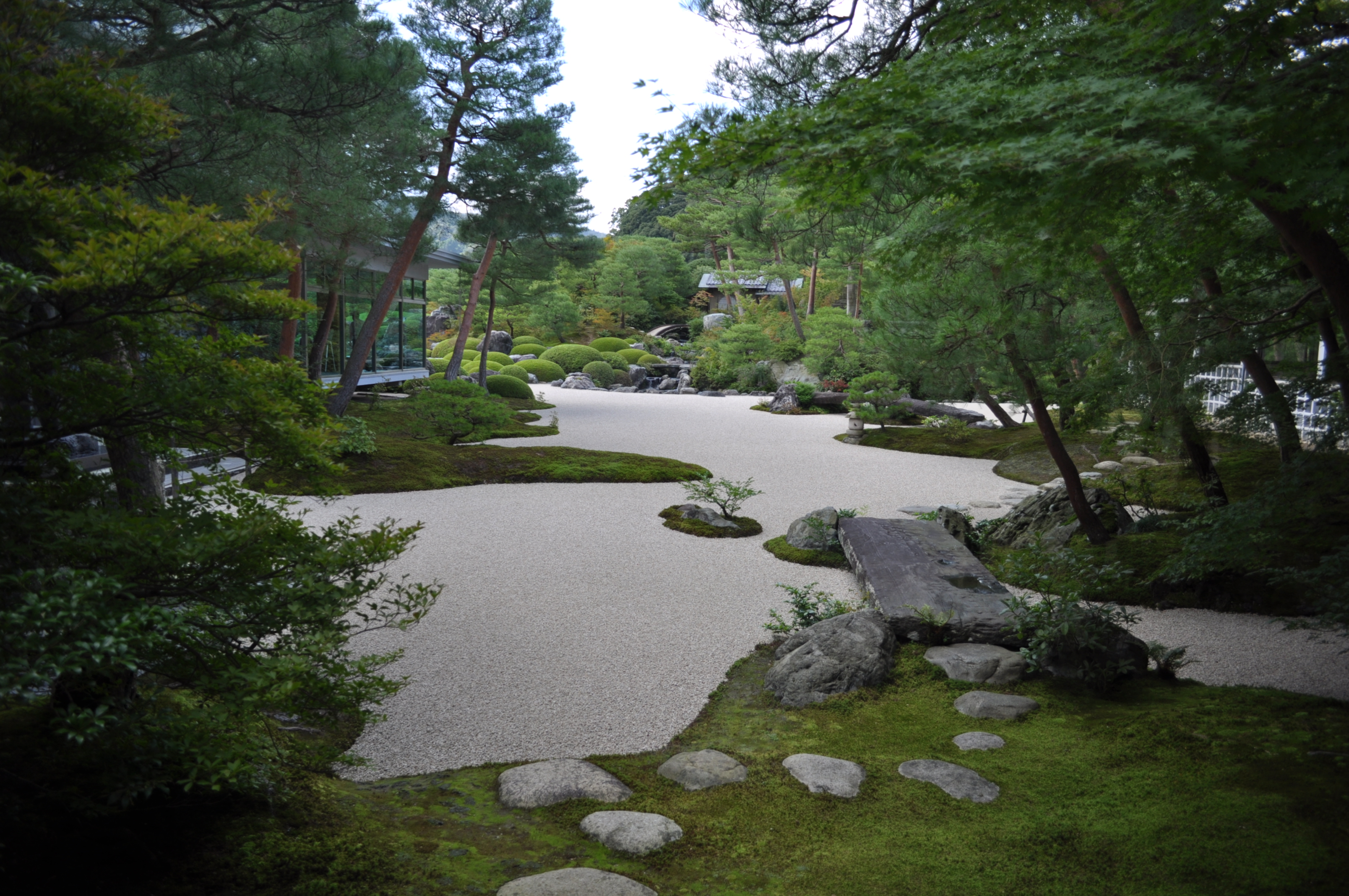
Le jardin des mousses.
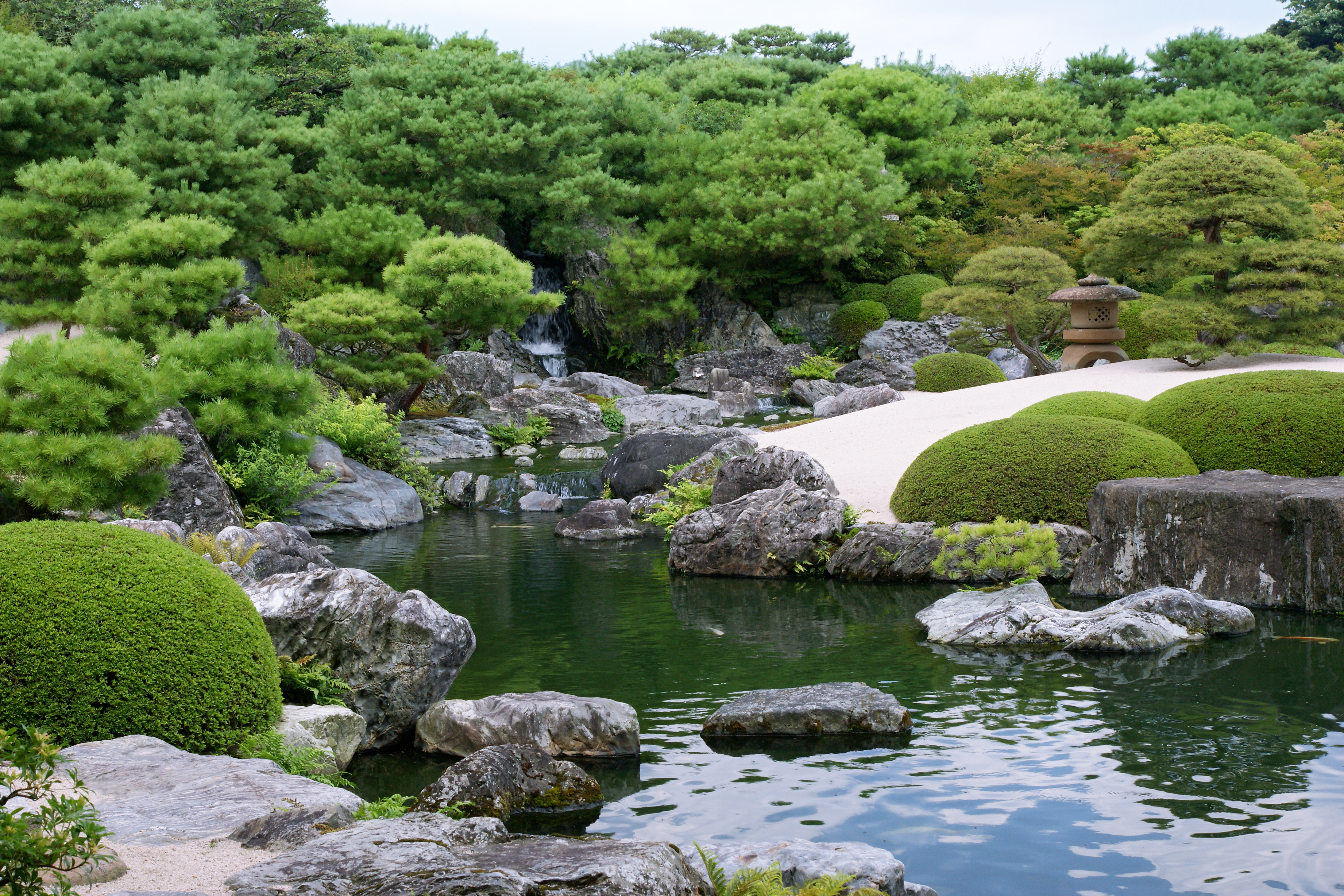
Le jardin d'étang.

## La collection
Le musée abrite une collection d'art moderne japonais, notamment des peintures de Yokoyama Taikan, fondateur de la peinture japonaise moderne. Vingt de ses œuvres y sont exposées. La collection comprend également les œuvres de grands artistes tels que Kagaku Murakami, Takeuchi Seihō, Kawai Gyokudō, Tomioka Tessai, Sakakibara Shihō (de) et Uemura Shōen, entre autres.
Sont également exposées dans le hall des céramiques les œuvres de Kanjirō Kawai et Rosanjin, tous deux considérés comme des céramistes de génie.
La collection de 1 300 œuvres est exposée par rotation, en harmonie avec les lumières des différentes saisons.
En 2012, le musée participe au projet Google Art qui offre un accès en ligne gratuit et en haute résolution à 150 œuvres de 62 artistes présentés au musée.

## Renommée
En 2024, le jardin du musée a de nouveau été élu par le magazine américain spécialisé Sukiya Living Magazine: The Journal of Japanese Gardening comme étant le plus beau jardin japonais existant, et ce pour la 22e année consécutive.
Le Guide Vert Japon publié par Michelin lui a également donné le maximum de trois étoiles, tout comme le Guide Bleu des Éditions Hachette. Le musée accueille environ 10 000 visiteurs par an.

## Accès
Un bus gratuit fait la navette depuis la gare de Yasugi, située à 15 min en train JR au sud-est de la ville de Matsue, qui se trouve 30 min des aéroports d'Izumo et de Yonago. Matsue est à 3 h en train de Hiroshima. Une navette gratuite fonctionne également depuis la gare JR de Yonago, depuis Tamatsukuri Onsen et Kaikei Onsen.

## À proximité
- La ville-château de Matsue, ville culturelle et touristique internationale, capitale de la préfecture de Shimane.
- Les ruines du château de Toda, tout proche du musée.
- Le temple de Kiyomizu-dera[8] et sa pagode.
- Les jardins de plusieurs auberges japonaises traditionnelles (ryokan) apparaissent également dans le haut du classement des plus beaux jardins japonais établi par le JOJG[9] : le Saginoyusou[10], situé juste à côté du musée ; le Choraku-en ryokan[11] de Tamatsukuri Onsen, possédant l'un des plus grands bains ouverts du Japon ; le Kasui-en Minami[12], dans le centre-ville de Matsue ; le Kôkoku-ji[13], situé à Hirata près de Izumo.
- Le grand sanctuaire d'Izumo Taisha, l'un des plus importants sanctuaires de la religion shintô.